# Jadwiga Ślawska-Szalewicz
Jadwiga Ślawska-Szalewicz (ur. 3 lutego 1945 w Bleckenstedt w Niemczech) – polska działaczka sportowa.

## Życiorys
Pracę w organizacjach sportowych rozpoczęła w Polskim Związku Judo w roku 1965, następnie pracowała w Departamencie Sportu Głównego Komitetu Kultury Fizycznej i Turystyki (GKKFiT). W latach 1965–1977 kierowała sekcją judo AZS Siobukai w Warszawie.
W 1972 roku ukończyła studia na Akademii Wychowania Fizycznego  w Warszawie z tytułem magistra, specjalizacja trener II klasy w judo.
W roku 1973 została mianowana sekretarzem generalnym Polskiego Związku Szermierczego, a następnie w latach 1977–1991 pełniła funkcję sekretarza generalnego Polskiego Związku Badmintona.
W roku 1991 została wybrana na prezesa Polskiego Związku Badmintona – była pierwszą kobietą na tym stanowisku. W latach 1992–1997 i 2001–2006, będąc członkiem zarządu Polskiego Komitetu Olimpijskiego, była również wiceprezesem Polskiej Fundacji Olimpijskiej (1993-1997), a w latach 1995–2002 pełniła funkcję sekretarza Unii Polskich Związków Sportowych. Od 1986 roku jest członkiem Komisji Rozwoju Europejskiej Unii Badmintona (European Badminton Union – EBU) – następnie od 1997 do 2007 roku piastowała kolejno stanowiska: dyrektora marketingu, dyrektora rozwoju EBU Council, wreszcie od 2005 roku wiceprezesa Europejskiej Unii Badmintona. W latach 2005–2008 zajmowała również stanowisko sekretarza generalnego Polskiego Związku Lekkiej Atletyki.
Autorka kilku publikacji szkoleniowych z zakresu badmintona.

## Odznaczenia
Za swoją działalność na rzecz sportu została odznaczona Krzyżem Kawalerskim Orderu Odrodzenia Polski, Distinguished Service Award International Badminton Federation (IBF), obecnie Badminton World Federation(BWF) i kilkoma innymi odznaczeniami.